# Blancafòrt (Gers)
Blancafòrt (en francès Blanquefort) és un municipi francès situat al departament del Gers i a la regió d'Occitània.

## Geografia

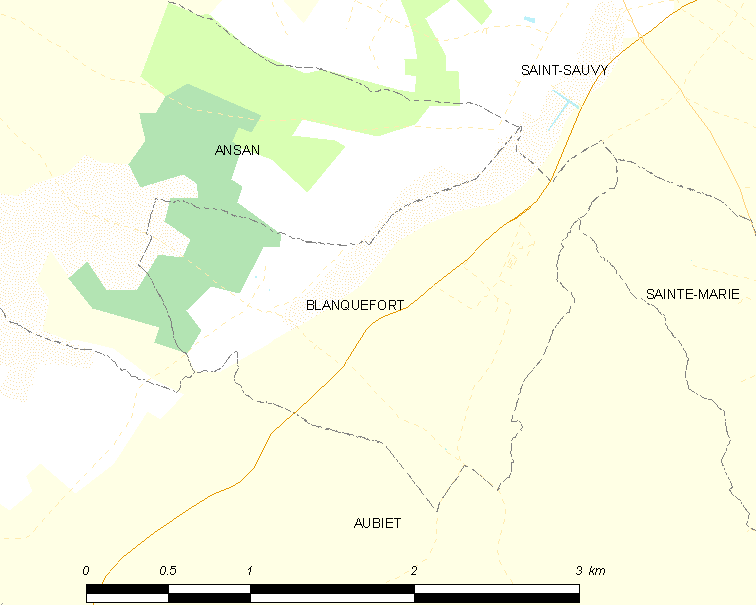
Mapa de la comuna de Blancafòrt

## Administració i política
| Període | Identitat           | Partit |
| ------- | ------------------- | ------ |
| 2001-   | Alain De Scorraille | UMP    |

## Demografia

Població 1962-2008

| 1962                                       | 1968 | 1975 | 1982 | 1990 | 1999 | 2006 |
| ------------------------------------------ | ---- | ---- | ---- | ---- | ---- | ---- |
| 95                                         | 106  | 82   | 57   | 44   | 44   | 70   |
| Des de 1962: població sense dobles comptes |      |      |      |      |      |      |